# Einar Galilea Azaceta
Einar Galilea Azaceta (Vitòria, Àlaba, 22 de maig de 1994) és un futbolista professional basc que juga com a defensa central pel Màlaga CF.

## Carrera de club

### Alavés
Galilea va acabar la seva formació al planter del Deportivo Alavés, i va debutar com a sènior amb el Deportivo Alavés B a la tercera divisió la temporada 2012–13. El 19 de maig de 2013, amb els bascos disputant els play-off d'ascens a la segona divisió B, va debutar entrant com a suplent, en una victòria a casa per 3–1 contra el CD Izarra.
El 4 de genera de 2014 Galilea va debutar com a professional, sortint des de la banqueta en una victòria per 2–0 contra el CD Numancia a la segona divisió. El 20 d'agost vou definitivament promocionat al primer equip, i va renovar el seu contracte fins al 2017 el 2 de setembre.
El 18 d'agost de 2016, després de l'ascens a La Liga, es va anunciar que Galilea retornaria a l'equip B, però amb possibilitats de jugar al primer equip. Va marcar el seu primer gol com a sènior deu dies després, en fer el segon en un partit de Tercera Divisió que acabaria en victòria per 4–0 a casa contra el Santutxu FC.
El 16 de gener de 2017, malgrat que estava lesionat, Galilea va renovar contracte per dues temporades. Prop d'un any després fou cedit a l'NK Rudeš fins al juny.
El 9 de juny de 2018, Galilea va renovar contracte fins al 2021, i fou cedit al FC Sochaux-Montbéliard de la Ligue 2 onze dies més tard.

### Istra 1961
El gener de 2019, Galilea va deixar Sochaux i va tornar a ser cedit a l'NK Istra 1961. El 30 d'agost de 2020, l'acord es va prorrogar una temporada més.
Galilea va marcar el seu primer gol amb l'equip de Pula el 21 d'abril de 2021, en una derrota a casa per 2-1 davant els rivals de l'HNK Rijeka. El 19 de maig, va jugar a la Copa de Futbol de Croàcia 2021, que va perdre 6–3 davant el GNK Dinamo Zagreb.
A finals de juny de 2021, va expirar el contracte de Galilea a l'Alavés, i es va incorporar definitivament a l'Istra 1961.

## Palmarès
Alavés
- Segona divisió: 2015–16